# Guano

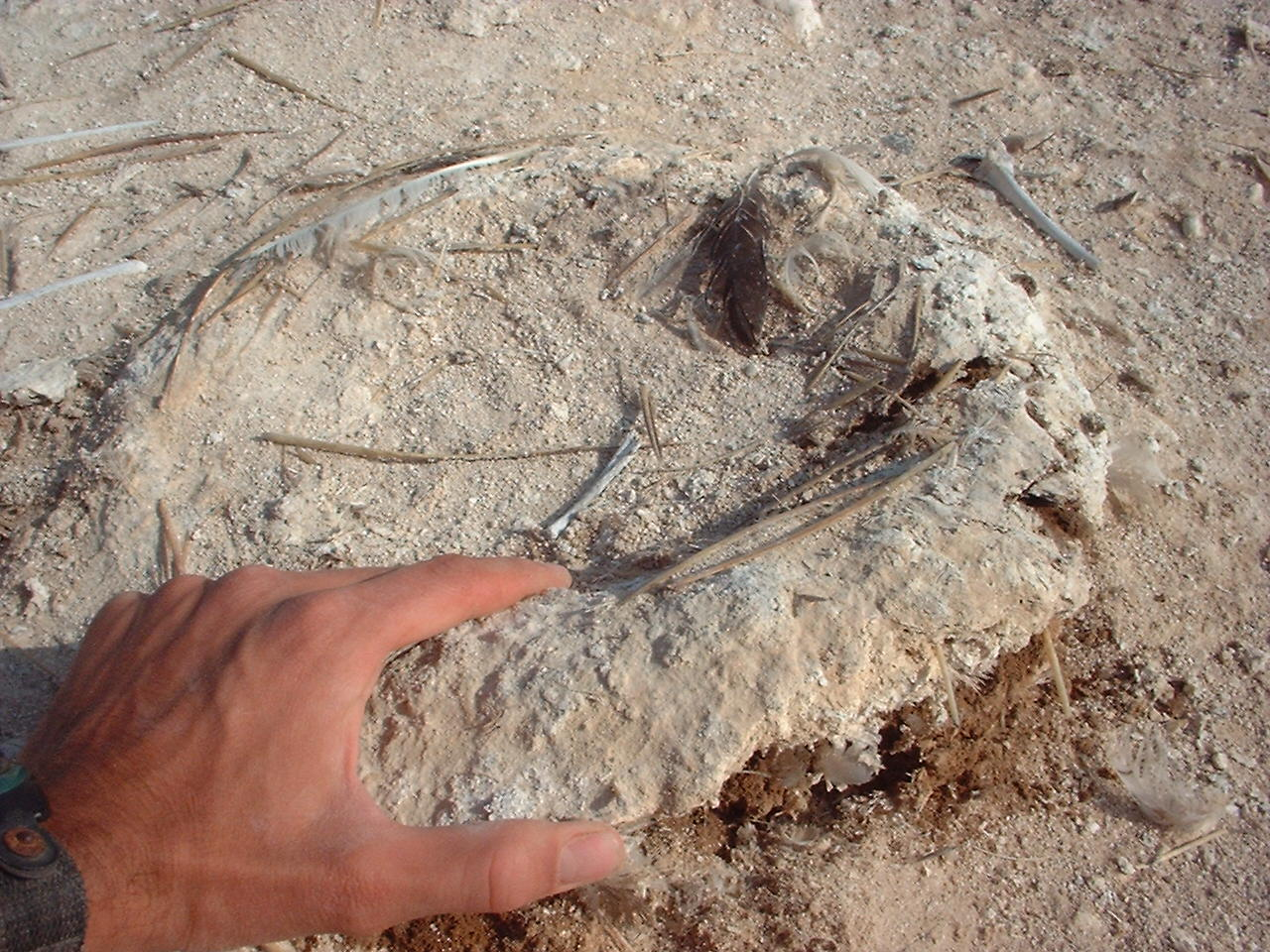
Un niu de l'ocell anomenat mascarell del Perú (Sula variegata) fet de guano.

El guano és un fertilitzant orgànic provinent de les dejeccions d'aus marines, ratpenats o foques acumulats en llocs de clima desèrtic (principalment illes de Xile i el Perú). En el llenguatge comú de la pagesia d'edat avançada, guano és qualsevol adob en pols, en record de quan aquest era l'únic que s'emprava. La paraula guano deriva de l'idioma quítxua wanu. Es troba acumulat fins a fondàries de diversos metres i s'explota de forma minera.
Els principals animals productors de guano són el corb marí guaner (Phalacrocorax bougainvilliorum) i el pelicà del Perú (Pelecanus thagus). La seva composició aproximada és 6% de nitrogen, 15% de fòsfor, 3% de potassi. Combina l'acidesa de les dejeccions amb l'alcalinitat de les terres on s'acumula.
De 1840 a 1879 va tenir una gran importància l'extracció de guano per fornir d'un adob especialment complet a l'agricultura dels països desenvolupats coincidint amb l'aparició de les teories de Justus von Liebig referides a la fertilització dels vegetals. La disputa per la possessió d'importants dipòsits de guano va ser motiu principal de les guerres entre Xile i Bolívia i de l'ocupació nord-americana de petites illes desertes aplicant la Llei d'Illes Guaneres (en anglès Guano Islands Act). El descobriment de la síntesi química de l'amoníac a partir de finals del segle xix, junt amb l'explotació de mines de fosfats, va fer perdre gran part de la importància comercial del guano. Tot i així encara es comercialitza com un adob orgànic d'ús en agricultura ecològica.